# 岡田小七
岡田小七（おかだ こぜき、1886年（明治19年）7月19日 - 1936年（昭和11年）10月12日）は、日本の馬術選手、陸軍軍人。1928年アムステルダムオリンピックに出場した。

## 経歴
1886年7月19日、東京府（現在の東京都）の平民の家に生まれる。1902年9月、仙台陸軍幼年学校に第5期生として入校する。1907年12月1日、陸軍士官学校に第21期生として入校し、第1師団第15連隊に配属される。その後、陸軍騎兵学校を卒業し騎兵少佐となる。1927年5月末、陸軍内で翌年のオリンピックに向けた予選が行われ、参列将校として選出された。1928年アムステルダムオリンピックでは馬術競技の日本代表として、「涿秋」という名前の馬で馬場馬術個人に出場したが、得点は193.70点で20位に終わった。その後は千葉県千葉郡津田沼町（現在の習志野市）に居住し、農林技師として畜産局畜政課に勤めた。1935年の時点では千葉県東葛飾郡八幡町に居住していた。1936年10月7日朝、調教中に落馬し内出血を起こしたために順天堂病院で治療を受けていたが、12日0時に死去、10月14日に告別式が行われた。

## 人物
仏教徒であり、趣味は乗馬であった。